# Egbert Van Alstyne
Egbert Van Alstyne, nato Egbert Anson Van Alstyne (Marengo, 4 marzo 1878 – Chicago, 9 luglio 1951), è stato un compositore e pianista statunitense.

## Biografia
Nato nell'Illinois, Egbert Van Alstyne fu molto popolare come compositore di canzoni e pezzi musicali ragtime nei primi anni del Novecento. Dopo aver lavorato nel vaudeville, si trasferì a New York per lavorare per l'industria musicale di Tin Pan Alley come song plugger (il pianista che suonava le nuove canzoni per promuovere la vendita degli spartiti). Riuscì a mantenersi come autore di canzoni lavorando in coppia con il paroliere Harry H. Williams. Il loro primo successo fu la canzone Navajo che venne inserita nel 1903 nel musical di Broadway Nancy Brown e che divenne uno dei primi dischi registrati da Bill Murray nel 1904. La canzone più conosciuta della coppia Van Alstyne-Williams fu senz'altro In the Shade of the Old Apple Tree del 1905.
Altri pezzi molto noti di Van Alstyne furono Won't You Come Over to My House?, I'm Afraid to Come Home in the Dark e Memories, scritta insieme a Gus Kahn.

## Premi e riconoscimenti
Il suo nome è stato inserito nella Songwriters Hall of Fame

## Filmografia

### Colonne sonore
- Il cantante pazzo (The Singing Fool) di Lloyd Bacon - It Looks Like a Big Night Tonight non accreditato (1928)
- Ben Pollack and His Park Central Orchestra - Memories (non accreditato) parole di Gus Kahn (1929)
- After the Round-Up di Doc Salomon - Cheyenne (non accreditato)  (1929)
- In the Shade of the Old Apple Tree corto di animazione di Dave Fleischer - In the Shade of the Old Apple Tree (1930)
- I'm Afraid to Come Home in the Dark  corto di animazione di Dave Fleischer - I'm Afraid to Come Home in the Dark  (1930)
- La sedia elettrica (Midnight) di Chester Erskine (1934)